# Heterusia colmala
Heterusia colmala là một loài bướm đêm trong họ Geometridae.